# توني مانينغ
توني مانينغ (بالإنجليزية: Tony Manning)‏ هو منافس ألعاب قوى أسترالي، ولد في 9 يناير 1943.

## روابط خارجية
- توني مانينغ على موقع الاتحاد الدولي لألعاب القوى (الإنجليزية)